# Udo Mark
Udo Mark (Furtwangen, 20 settembre 1963) è un pilota motociclistico tedesco, ritiratosi dall'attività agonistica.
Vincitore del Thunderbike Trophy nel 1995.

## Carriera

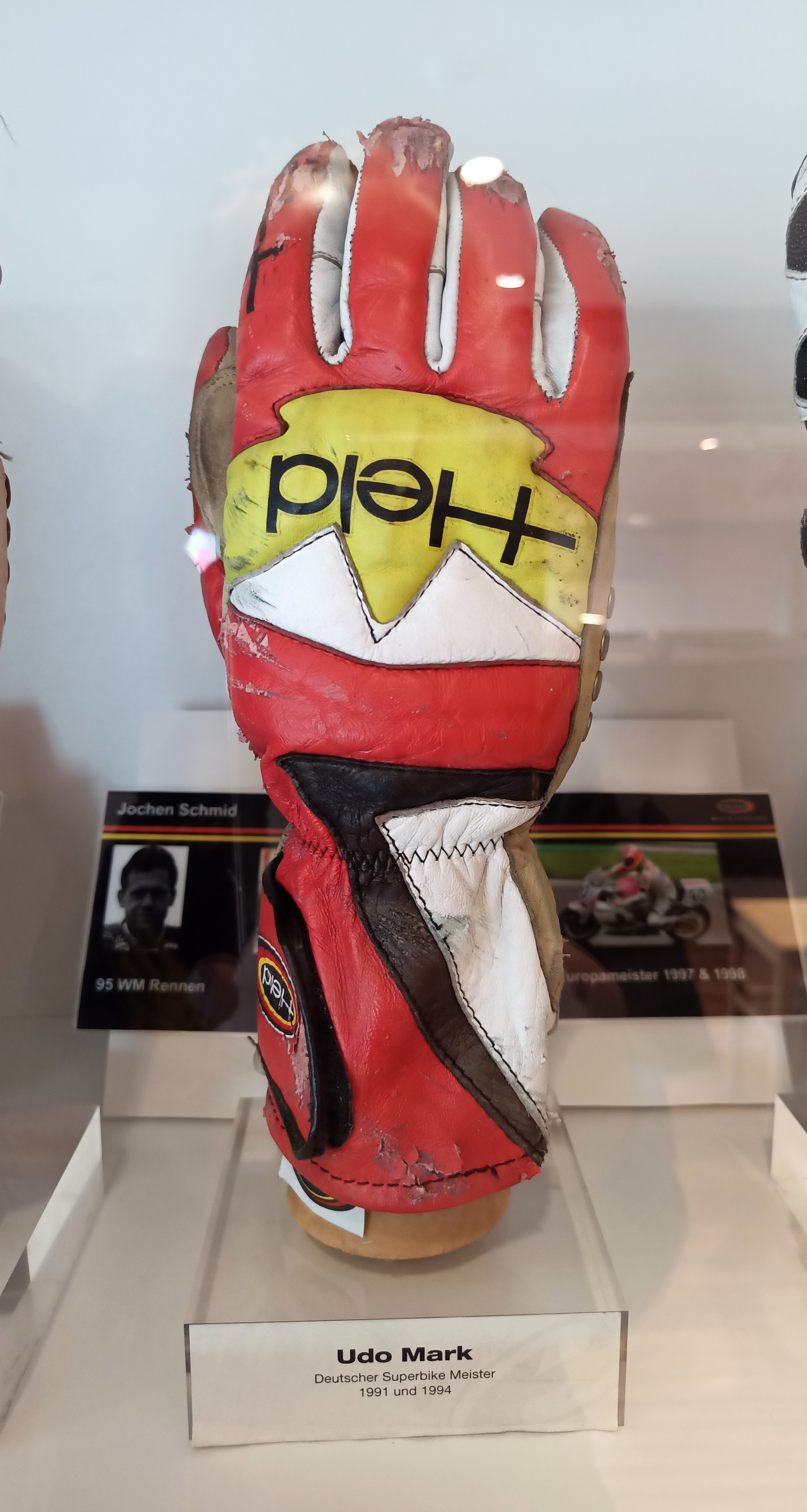
Guanto da moto di Udo Mark nel museo Held GmbH di Sonthofen, Germania

Mark fa il suo debutto in una competizione mondiale nel 1988 partecipando ad alcune gare della stagione inaugurale del campionato mondiale Superbike utilizzando motociclette Bimota e Yamaha. Raccoglie qualche punto chiudendo al cinquantaquattresimo posto in classifica. Dal 1989 al 1993, sempre con motociclette Yamaha, prende parte ad alcune gare del mondiale Superbike. Ottiene il miglior piazzamento in questa categoria chiudendo all'undicesimo posto nel 1991. Sempre nel 1991 vince il campionato tedesco nella classe Superbike.
Nel 1992, sempre con Yamaha, conquista quarantanove punti classificandosi diciassettesimo nel campionato europeo Superbike. Nel 1994 fa il suo esordio nel motomondiale disputando tre Gran Premi nella classe 500 con motociclette Harris-Yamaha e ROC-Yamaha. Chiude il Gran Premio di Francia in zona punti. Nella stessa stagione disputa due Gran Premi nel mondiale superbike in sella ad una Ducati 888 raccogliendo otto punti. Inoltre nel 1994 vince per la seconda volta il campionato tedesco Superbike.
Nel 1995 è pilota titolare nella prima edizione del Thunderbike Trophy. In sella ad una Kawasaki vince il campionato con cinque piazzamenti a podio e tre vittorie: nei Gran Premi di Italia, Olanda e Repubblica Ceca.
Nella stagione 1996 disputa il solo Gran Premio di Germania nel mondiale Superbike, ottenendo quattro punti. Nel 1997 partecipa al campionato Europeo Velocità nella categoria Superbike, vincendolo. Le gare sono in concomitanza con parte di quelle del mondiale per cui, in base al regolamento, pur chiudendo spesso tra i primi quindici, i punti non gli vengono assegnati. L'ultima apparizione di Mark nel mondiale Superbike risale al 1998, quando disputa due Gran Premi in sella ad una Suzuki GSX-R750 conquistando tredici punti.
Al termine della sua carriera da pilota, rimane nel mondo del motociclismo svolgendo mansioni manageriali.

## Risultati in gara

### Campionato mondiale Superbike
| 1988 | Moto            |  |  |  |  |    |    |    |    |  |  |    |    |    |    |  |  |  |  |  |  |  |  |  |  |  |  | Punti | Pos. |
| ---- | --------------- |  |  |  |  | -- | -- | -- | -- |  |  | -- | -- | -- | -- |  |  |  |  |  |  |  |  |  |  |  |  | ----- | ---- |
| 1988 | Bimota e Yamaha |  |  |  |  | 22 | 17 | 13 | 14 |  |  | 27 | AN | 17 | 16 |  |  |  |  |  |  |  |  |  |  |  |  | 2,5   | 54º  |

| 1989 | Moto   |  |  |  |  |  |  |  |  |  |  |  |  |  |  |    |    |  |  |  |  |  |  |  |  |  |  | Punti | Pos. |
| ---- | ------ |  |  |  |  |  |  |  |  |  |  |  |  |  |  | -- | -- |  |  |  |  |  |  |  |  |  |  | ----- | ---- |
| 1989 | Yamaha |  |  |  |  |  |  |  |  |  |  |  |  |  |  | 18 | 13 |  |  |  |  |  |  |  |  |  |  | 3     | 75º  |

| 1990 | Moto   |     |    |   |    |  |  |   |    |  |  |  |  |     |    |    |    |  |  |  |  |  |  |  |  |  |  | Punti | Pos. |
| ---- | ------ | --- | -- | - | -- |  |  | - | -- |  |  |  |  | --- | -- | -- | -- |  |  |  |  |  |  |  |  |  |  | ----- | ---- |
| 1990 | Yamaha | Rit | 15 | 9 | 10 |  |  | 6 | 11 |  |  |  |  | Rit | 10 | 15 | 13 |  |  |  |  |  |  |  |  |  |  | 39    | 17º  |

| 1991 | Moto   |  |  |   |   |  |  |  |  |   |    |    |     |    |    |    |     |  |  |   |   |  |  |  |  |  |  | Punti | Pos. |
| ---- | ------ |  |  | - | - |  |  |  |  | - | -- | -- | --- | -- | -- | -- | --- |  |  | - | - |  |  |  |  |  |  | ----- | ---- |
| 1991 | Yamaha |  |  | 8 | 7 |  |  |  |  | 7 | 10 | 11 | Rit | 10 | 10 | 18 | Rit |  |  | 8 | 5 |  |  |  |  |  |  | 68    | 11º  |

| 1992 | Moto   |    |     |    |    |     |    |    |     |    |    |    |    |    |    |  |  |  |  |  |  |    |     |  |  |  |  | Punti | Pos. |
| ---- | ------ | -- | --- | -- | -- | --- | -- | -- | --- | -- | -- | -- | -- | -- | -- |  |  |  |  |  |  | -- | --- |  |  |  |  | ----- | ---- |
| 1992 | Yamaha | 19 | Rit | NQ | NQ | Rit | NP | 18 | Rit | 19 | 17 | 20 | 15 | 21 | 19 |  |  |  |  |  |  | 13 | Rit |  |  |  |  | 4     | 61º  |

| 1993 | Moto   |    |     |    |    |  |  |    |    |    |    |     |    |  |  |  |  |  |  |    |    |  |  |  |  |  |  | Punti | Pos. |
| ---- | ------ | -- | --- | -- | -- |  |  | -- | -- | -- | -- | --- | -- |  |  |  |  |  |  | -- | -- |  |  |  |  |  |  | ----- | ---- |
| 1993 | Yamaha | 19 | Rit | 14 | 17 |  |  | 16 | 14 | 20 | 14 | Rit | NP |  |  |  |  |  |  | 18 | 17 |  |  |  |  |  |  | 5     | 53º  |

| 1994 | Moto   |  |  |    |   |  |  |  |  |  |  |  |  |  |  |  |  |    |     |  |  |  |  |  |  |  |  | Punti | Pos. |
| ---- | ------ |  |  | -- | - |  |  |  |  |  |  |  |  |  |  |  |  | -- | --- |  |  |  |  |  |  |  |  | ----- | ---- |
| 1994 | Ducati |  |  | 15 | 9 |  |  |  |  |  |  |  |  |  |  |  |  | 22 | Rit |  |  |  |  |  |  |  |  | 8     | 40º  |

| 1996 | Moto   |  |  |  |  |    |    |  |  |  |  |  |  |  |  |  |  |  |  |  |  |  |  |  |  |  |  | Punti | Pos. |
| ---- | ------ |  |  |  |  | -- | -- |  |  |  |  |  |  |  |  |  |  |  |  |  |  |  |  |  |  |  |  | ----- | ---- |
| 1996 | Yamaha |  |  |  |  | 17 | 12 |  |  |  |  |  |  |  |  |  |  |  |  |  |  |  |  |  |  |  |  | 4     | 42º  |

| 1997 | Moto              |  |  |  |  |  |  |    |    |    |    |  |  |    |    |    |    |    |    |    |    |  |  |  |  |  |  | Punti | Pos. |
| ---- | ----------------- |  |  |  |  |  |  | -- | -- | -- | -- |  |  | -- | -- | -- | -- | -- | -- | -- | -- |  |  |  |  |  |  | ----- | ---- |
| 1997 | Suzuki e Kawasaki |  |  |  |  |  |  | NV | NV | NV | NV |  |  | NV | NV | NV | NV | NV | NV | NV | NV |  |  |  |  |  |  | 0     |      |

| 1998 | Moto   |  |  |  |  |  |  |  |  |     |    |    |    |  |  |  |  |  |  |  |  |  |  |  |  |  |  | Punti | Pos. |
| ---- | ------ |  |  |  |  |  |  |  |  | --- | -- | -- | -- |  |  |  |  |  |  |  |  |  |  |  |  |  |  | ----- | ---- |
| 1998 | Suzuki |  |  |  |  |  |  |  |  | Rit | 12 | 10 | 13 |  |  |  |  |  |  |  |  |  |  |  |  |  |  | 13    | 25º  |

| Legenda | 1º posto        | 2º posto            | 3º posto           | A punti      | Senza punti        | Grassetto – Pole position Corsivo – Giro più veloce |
| Legenda | Gara non valida | Non qual./Non part. | Ritirato/Non class | Squalificato | '-' Dato non disp. | Grassetto – Pole position Corsivo – Giro più veloce |

### Motomondiale
| 1994 | Classe | Moto                       |  |  |  |  |  |     |  |  |    |    |  |  |  |  |  | Punti | Pos. |
| ---- | ------ | -------------------------- |  |  |  |  |  | --- |  |  | -- | -- |  |  |  |  |  | ----- | ---- |
| 1994 | 500    | Harris-Yamaha e ROC-Yamaha |  |  |  |  |  | Rit |  |  | 14 | 17 |  |  |  |  |  | 2     | 30º  |

| 1995 | Classe             | Moto     |    |    |    |   |   |   |   |   |   |   |    |    |   |  |  | Punti | Pos. |
| ---- | ------------------ | -------- | -- | -- | -- | - | - | - | - | - | - | - | -- | -- | - |  |  | ----- | ---- |
| 1995 | Thunderbike Trophy | Kawasaki | NE | NE | NE | 5 | 4 | 1 | 1 | 3 | 3 | 1 | NE | NE | 7 |  |  | 140   | 1º   |

| Legenda | 1º posto        | 2º posto            | 3º posto            | A punti      | Senza punti        | Grassetto – Pole position Corsivo – Giro più veloce |
| Legenda | Gara non valida | Non qual./Non part. | Ritirato/Non class. | Squalificato | '-' Dato non disp. | Grassetto – Pole position Corsivo – Giro più veloce |